# Comuna de Skulsk
Skulsk (polaco: Gmina Skulsk) é uma gminy (comuna) na Polónia, na voivodia de Grande Polónia e no condado de Koniński. A sede do condado é a cidade de Skulsk.
De acordo com os censos de 2004, a comuna tem 6155 habitantes, com uma densidade 72,5 hab/km².

## Área
Estende-se por uma área de 84,86 km², incluindo:
- área agrícola: 76%
- área florestal: 6%

## Demografia
Dados de 30 de Junho 2004:
|                      | Total   | Total | Mulheres | Mulheres | Homens  | Homens |
| -------------------- | ------- | ----- | -------- | -------- | ------- | ------ |
|                      | pessoas | %     | pessoas  | %        | pessoas | %      |
| População            | 6155    | 100   | 3053     | 49,6     | 3102    | 50,4   |
| Densidade (pop./km²) | 72,5    | 100   | 36       | 36       | 36,6    | 36,6   |

De acordo com dados de 2002, o rendimento médio per capita ascendia a 1284,85 zł.

## Subdivisões
- Buszkowo, Buszkowo-Parcele, Celinowo, Czartowo, Czartówek, Dąb, Dzierżysław, Gawrony, Goplana, Kobylanki, Lisewo, Łuszczewo, Mielnica Duża, Mniszki, Paniewo, Pilich, Popielewo, Radwańczewo, Rakowo, Skulsk, Skulska Wieś.

## Comunas vizinhas
- Jeziora Wielkie, Kruszwica, Piotrków Kujawski, Ślesin, Wierzbinek, Wilczyn